# Ławki (Wilczęta)
Pour les articles homonymes, voir Ławki.
Ławki est un village polonais de la voïvodie de Varmie-Mazurie, dans le powiat de Braniewo.